# Phylomictis

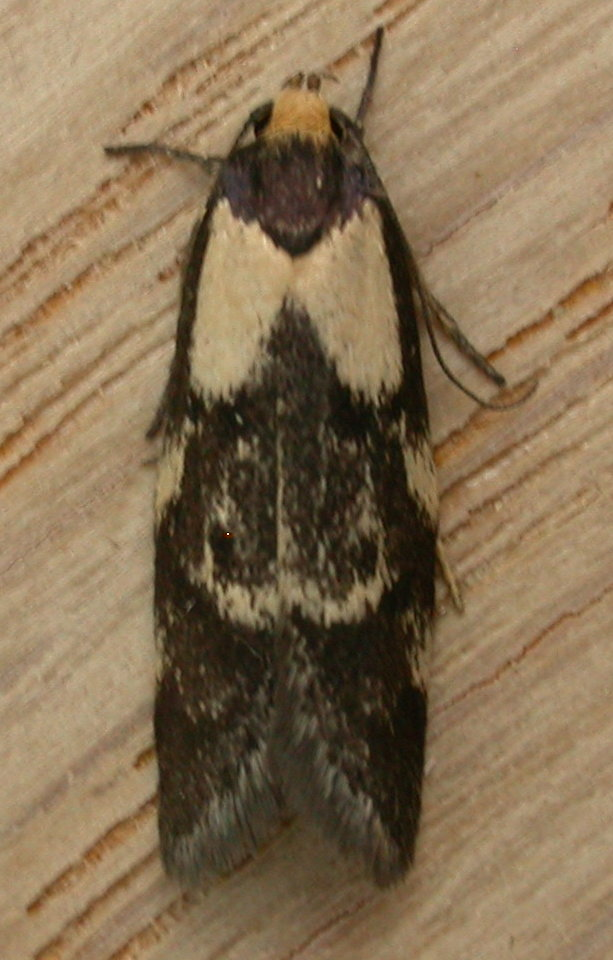
Phylomictis maligna

Phylomictis is een geslacht van vlinders uit de familie sikkelmotten (Oecophoridae). De wetenschappelijke naam is voor het eerst geldig gepubliceerd in 1890 door Edward Meyrick. Hij beschreef als eerste soort Phylomictis maligna, verzameld in Melbourne (Australië).
De soorten uit dit geslacht komen voor in Australië.

## Soorten[2]
- P. arctans Lucas, 1900
- P. decretoria Lucas, 1900
- P. eclecta Turner, 1906
- P. idiotricha Meyrick, 1921
- P. leucopelta (Lower, 1902)
- P. lintearia Meyrick, 1921
- P. maligna Meyrick, 1890
- P. monochroma Lower, 1892
- P. obliquata Lucas, 1900
- P. palaeomorpha Turner, 1898
- P. sarcinopa Meyrick, 1920